# Cyrtandra patentiserrata
Cyrtandra patentiserrata är en tvåhjärtbladig växtart som beskrevs av Bramley och Cronk. Cyrtandra patentiserrata ingår i släktet Cyrtandra och familjen Gesneriaceae. Inga underarter finns listade i Catalogue of Life.